# Dialekt babiloński

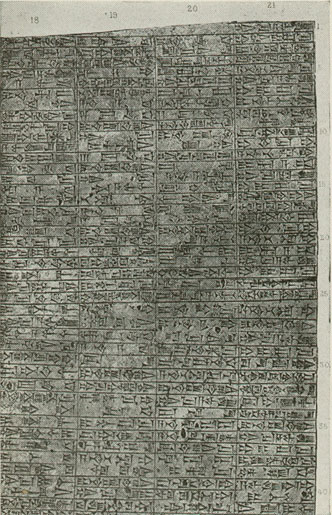
fragment inskrypcji klinowej ze steli z kodeksem Hammurabiego zapisanej w języku/dialekcie starobabilońskim; zbiory Luwru w Paryżu.

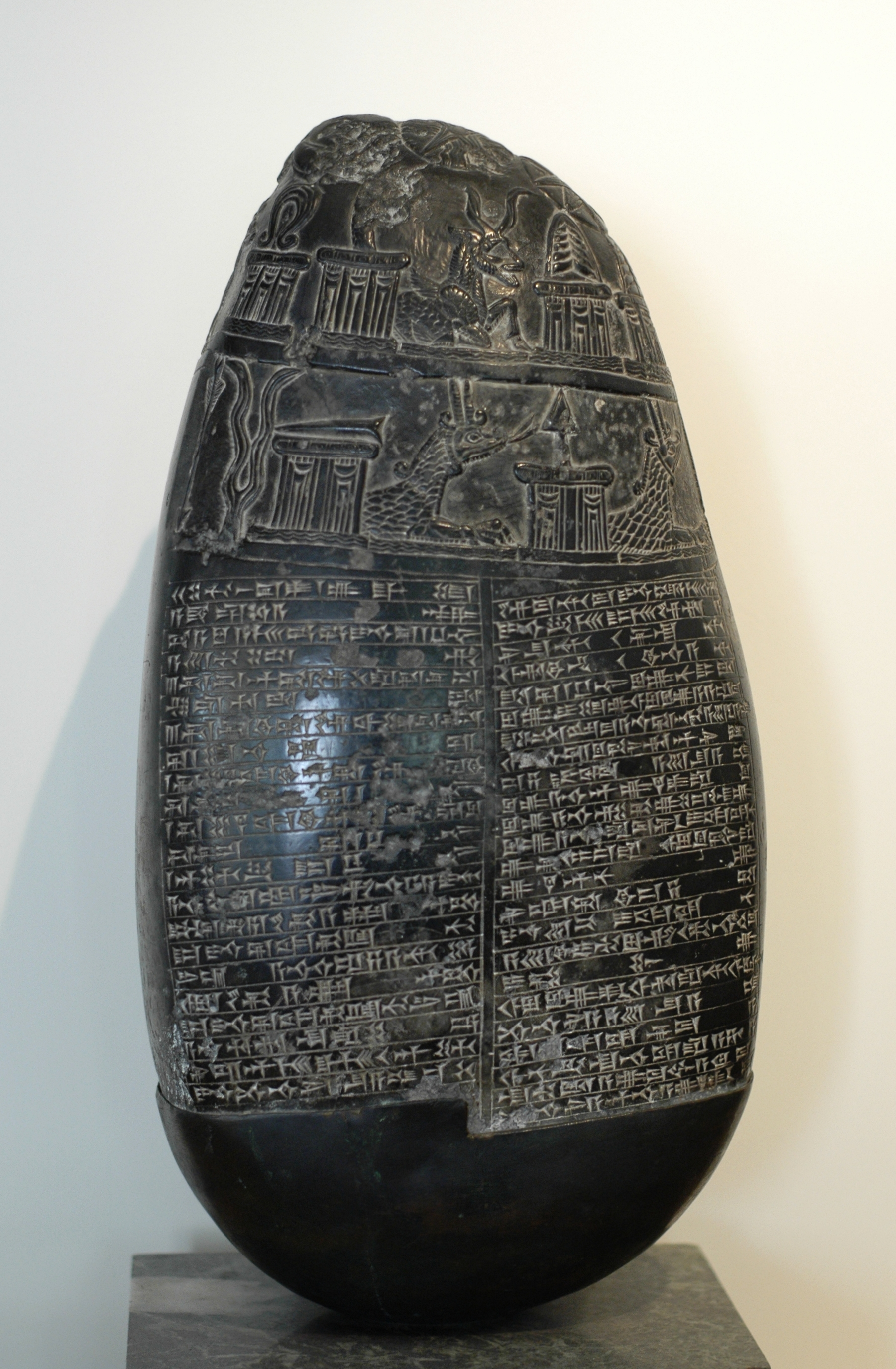
kudurru z czasów panowania Kasytów w Babilonii z inskrypcją w języku/dialekcie średniobabilońskim; zbiory Cabinet des Médailles w Paryżu.

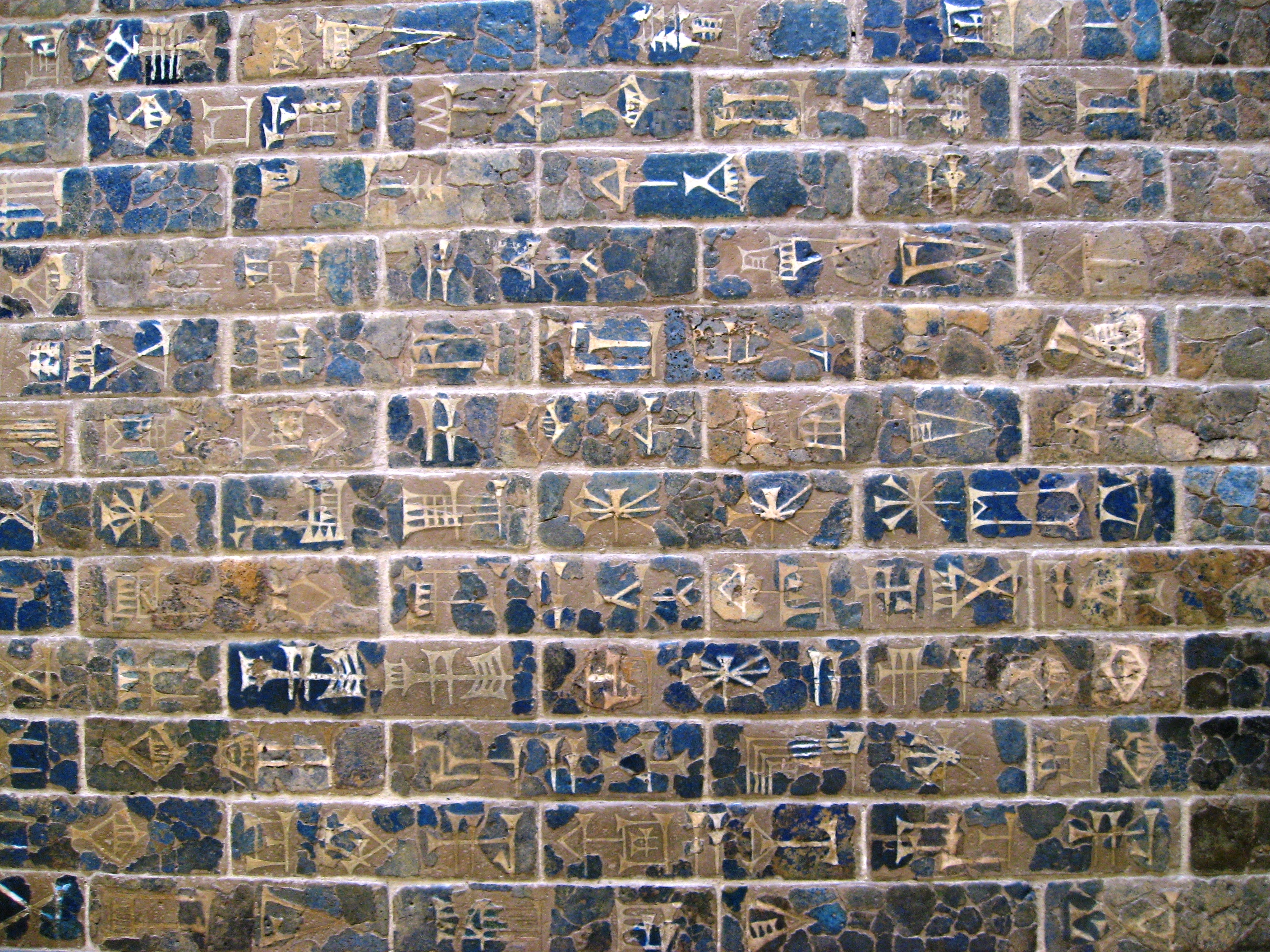
fragment inskrypcji klinowej Nabuchodonozora II z Bramy Isztar w Babilonie, zapisanej w języku/dialekcie późnobabilońskim; zbiory Muzeum Pergamońskiego w Berlinie.

Język/dialekt babiloński – jeden z głównych dialektów języka akadyjskiego, który wykształcił się na początku II tys. p.n.e. z dialektu staroakadyjskiego na obszarze środkowej i południowej Mezopotamii. W użyciu pozostawał do końca I tys. p.n.e. Zapisywany był w piśmie klinowym. W rozwoju języka babilońskiego wyróżnianych jest pięć etapów: starobabiloński, średniobabiloński, młodobabiloński, nowobabiloński i późnobabiloński.

## Język/dialekt starobabiloński (klasyczny)
Poświadczony w źródłach pisanych z 1 połowy II tys. p.n.e., przede wszystkim listach, dokumentach prawnych i tekstach literackich. Na okres ten przypada panowanie I dynastii z Babilonu (1894-1595 p.n.e.), wraz z którą rozpoczęła się polityczna i kulturowa dominacja Babilonu w Mezopotamii. 

## Język/dialekt średniobabiloński
Poświadczony w źródłach pisanych z 2 połowy II tys. p.n.e., przede wszystkim dokumentach, inskrypcjach królewskich i tekstach literackich. 
Język ten przejęli też Kasyci, którzy na początku XVI wieku p.n.e. objęli rządy w południowej Mezopotamii. W okresie tym daje się zauważyć dużą staranność w użyciu języka, co było spowodowane najprawdopodobniej tym, iż obca warstwa panująca (Kasyci) starała się dostosować do wysokiej miejscowej kultury ludu podbtego.

## Język/dialekt młodobabiloński
Poświadczony w źródłach pisanych z 1 połowy I tys. p.n.e. Jest on językiem literackim nie tylko Babilonii, ale też Asyrii, gdyż większość utworów literatury asyryjskiej zapisana została tym właśnie dialektem. Młodobabiloński znacznie bardziej związany jest ze starobabilońskim, niż dialekt średniobabiloński.

## Język/dialekt nowobabiloński
Język potoczny, zaświadczony w listach i dokumentach z okresu ok. 1000-625 p.n.e. W dialekcie tym coraz wyraźniejsze stają się wpływy języka aramejskiego.

## Język/dialekt późnobabiloński
Język państwa Chaldejczyków, spokrewnionych z Aramejczykami. Poświadczony jest w źródłach pisanych po 625 r. p.n.e. Inskrypcje królów chaldejskich państwa nowobabilońskiego oraz teksty literackie nawiązują do dawnych okresów języka akadyjskiego. Wraz z upływem czasu jednak dialekt ten staje coraz większą mieszaniną babilońsko-aramejską i powoli zaczyna wychodzić z użycia, gdyż w Babilonii dominującym językiem mówionym staje się aramejski. Pod koniec I tys. p.n.e. używany jest już tylko w środowisku uczonych i kapłanów. Na początku naszej ery język babiloński wychodzi zupełnie z użycia.